# Goniothalamus repevensis
Goniothalamus repevensis este o specie de plante din genul Goniothalamus, familia Annonaceae, descrisă de Jean Baptiste Louis Pierre, Achille Eugène Finet și François Gagnepain. Conform Catalogue of Life specia Goniothalamus repevensis nu are subspecii cunoscute.